# Прича једног брака
Прича једног брака (норв. Historie om et etekteskap) је роман норвешког књижевника Гејр Гуликсен Тима (норв. Geir Gulliksen) (1963) објављен 2015. године. Српско издање објавила је издавачка кућа "Прометеј" из Новог Сада 2020. године у преводу Радоша Косовића.

## О аутору
Гејр Гуликсен, рођен 1963. године у Конгсбергу, у Норвешкој, је песник, романописац, есејиста и уредник. Радио је у неколико норвешких издавачких кућа на месту уредника. За свој рад награђен је значајним признањима: 2008. године годишња награда Mods Wiel; 2014. године годишња награда издавачке куће Nygaarad Aschehoug.

## О књизи
У књизи Прича једног брака описан је савремени живот у скандинавској социјал-демократији. Главни јунаци романа су се развели и прича почиње у назад и на тај начин прати динамику њиховог односа. Ток радње нас враћа на почетак везе до тренутка када су се растали. Приказана је типична веза двоје људи данашњице, њихово привлачење и заљубљивање, разумевање, страст... Веза прераста у брак у коме сва осећања која су осећали једно према другом, пажња, разумевање, остају присутна и даље. Обоје су поносни и на своју личну слободу коју свако од њих има у браку.
Ипак, брак постаје лик и започиње своју причу. Зашто су се разишли, ко је остао сам, ко од супружника бива избрисан, и ко ће морати ту празнину да попуни сам за обоје доноси књига Гејр Гуликсена.